# Maria Alm am Steinernen Meer
Maria Alm am Steinernen Meer é um município da Áustria, situado no distrito de Zell am See, no estado de Salzburgo. Tem 125,49 km² de área e sua população em 2019 foi estimada em 2.196 habitantes.